# Israël du Dorat
Saint Israël du Dorat est né vers 950 dans une famille noble du Dorat, à la porte de Dinsac, entre Limoges et Poitiers. Une croix de pierre marque l'emplacement de sa maison. Fête le 12 décembre au martyrologe romain et le 13 septembre localement.
Ses parents le consacrèrent au service divin. Maître dans le chapitre régulier du Dorat, où après sa formation il fut reçu chanoine, il fut ordonné prêtre et devint vicaire général de l'évêque de Limoges Aldouin. Il enseigna alors la théologie à l'école épiscopale, et rédigea une vie versifiée du Christ en langue limousine, un siècle avant la poésie lyrique des troubadours.
En 994, lors d'une épidémie de peste, il soigna les malades, et ensevelit lui-même les morts.
Il accompagna Aldouin lors de son déplacement auprès de Robert II le Pieux, roi de France.
Des moines de l'abbaye de Saint-Junien ayant été massacrés dans la paroisse d'Étagnac, alors qu'ils percevaient la dîme, le prieur Itier en mourut. Le Pape Sylvestre II chargea Israël du rétablissement de ce chapitre avec le titre de prévôt. Il en fit rebâtir l’église.
En 1006, il revint au Dorat, où il fut grand-chantre pour y former de nombreux disciples, dont saint Théobald. Il y mourut le 22 décembre 1014. Un an auparavant, Israël avait vu sortir de terre les fondations de l'actuelle collégiale Saint-Pierre du Dorat en remplacement de l'ancienne église détruite par un incendie.
Par la suite, il ne cessa de guérir et de réconforter les nombreux pèlerins qui se pressaient sur sa tombe. À cause des nombreux miracles qui lui étaient attribués, il fit l'objet d'un culte important dans toute la région.
Le 27 janvier 1130, ses reliques furent transférées dans la crypte de la collégiale du Dorat avec celles de saint Théobald (Fête : le 20 décembre).